# Караченцев, Игорь Дмитриевич
И́горь Дми́триевич Кара́ченцев (р. 1940) — советский и российский астроном, доктор физико-математических наук, профессор, заведующий лабораторией внегалактической астрономии в Специальной астрофизической обсерватории РАН. Область исследований — наблюдательная космология, внегалактическая астрономия. Член научного совета по астрономии РАН.
Автор более пятисот научных статей.
- H-индекс 45[4]

## Признание и награды
- Заслуженный деятель науки РФ (2010)[5]
- Премия имени Ф. А. Бредихина (2004) — за цикл работ «Обнаружение новых близких карликовых галактик»
- Международная научная премия имени Виктора Амбарцумяна (совместно с Ф. А. Агароняном, Р. Б. Талли, за 2014 год) — за их фундаментальный вклад в космологии локальной Вселенной

## Публикации
1. Караченцев И. Д. Двойные галактики. — М.: Наука, 1987. — 248 с.
2. Караченцев И. Д., Чернин А. Д. Темная энергия в ближней Вселенной // Природа. — М.: Наука, 2008. — № 11(1119). — С. 3—13.
3. Караченцев И. Д., Чернин А. Д. Галактики в океане темной энергии // Сборник научно-популярных статей - победителей конкурса РФФИ 2007 года. — М.: Октопус: Природа, 2008. — Вып. 11. — ISBN 978-5-94887-075-5.